# CP/M-86

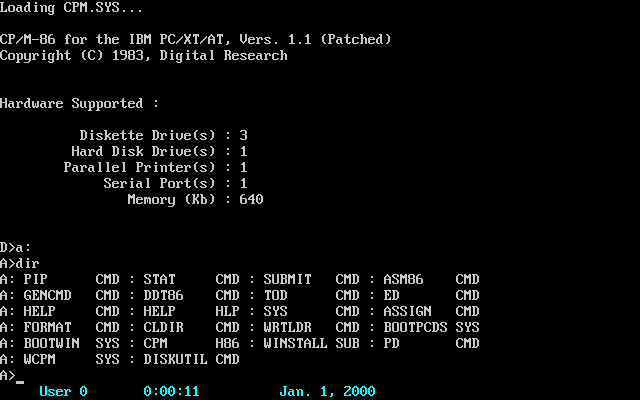
Captura de tela do sistema CP/M-86

O CP/M-86 foi uma versão do sistema operacional em disco CP/M que a Digital Research produziu para os microprocessadores Intel 8086 e Intel 8088. Os comandos são os mesmos do CP/M-80. Posteriormente, foi reformulado para se tornar MS-DOS-compatível e renomeado como DR-DOS.

## CP/M-86 e o IBM PC
Quando a IBM contatou outras empresas para obter componentes para o IBM PC, o ainda não lançado CP/M-86 era a primeira escolha para o sistema operacional, posto que o CP/M possuía a maioria dos aplicativos nesta época. As negociações entre a Digital Research e a IBM se deterioraram rapidamente em relação ao acordo de não divulgação da IBM e na insistência desta num único pagamento de direitos, em vez do costumeiro plano de licenciamento de royalties da DRI.
Depois de conversar com a Microsoft, a IBM decidiu-se por usar o 86-DOS (QDOS), um sistema operacional semelhante ao CP/M que uma empresa da área de Seattle havia produzido para o seu próprio hardware. A Microsoft adaptou o 86-DOS para o hardware do PC e a IBM passou a fornecê-lo com o nome de PC-DOS.
Depois de tomar conhecimento do negócio, o fundador da Digital Research, Gary Kildall, ameaçou processar a IBM por infringir a propriedade intelectual da DRI, e a IBM concordou em também oferecer o CP/M-86 com o PC para resolver a questão. O CP/M-86 foi lançado uns poucos meses depois do PC e era um dos três sistemas operacionais que os usuários podiam adquirir da IBM. Por US$ 240 a cópia, ele teve vendas pouco expressivas se comparado ao PC-DOS, que custava apenas US$ 40. Posteriormente, Kildall acusou a IBM de manipular os preços para marginalizá-lo, mas os relatos da Microsoft, IBM e outros executivos da DRI indicam que Kildall havia exigido um royalty substancial pelo CP/M-86, enquanto a Microsoft aceitou um valor fixo. Os consumidores rapidamente ado(p)taram a plataforma PC com o PC-DOS como o novo padrão da indústria, e oportunidades para a DRI licenciar o CP/M-86 para novos usuários desapareceram.

## Versões
Uma determinada versão do CP/M-86 apresenta dois números de versão. Uma se aplica ao sistema completo e é geralmente exibida na inicialização; a outra aplica-se ao núcleo BDOS. As versões conhecidas incluem:
- CP/M-86 para o IBM Personal Computer Versão 1.0 (BDOS 2.2) - Janeiro de 1982 - Lançamento inicial para o IBM PC.
- CP/M-86 para o IBM Personal Computer Versão 1.1 (BDOS 2.2) - Março de 1983 - Suporte a disco rígido acrescentado.
- Personal CP/M-86 Versão 1.0 (BDOS 3.1) - Novembro de 1983 - Lançado para o PG685 Siemens. Baseado no núcleo de multiprocessamento Concurrent CP/M, podia executar quatro tarefas simultaneamente.
- Personal CP/M-86 Versão 3.1 (BDOS 3.3) - Janeiro de 1985 - Uma versão para os computadores Apricot F-Series. Esta versão ganhou a capacidade de usar discos formatados pelo MS-DOS.
- Personal CP/M-86 Versão 2.0 (BDOS 4.1) - 1986 ou posterior - Lançado para o Siemens PC16-20. Usava o mesmo BDOS empregado no DOS Plus.
- Personal CP/M-86 Versão 2.11 (BDOS 4.1) - 1986 ou posterior - Lançado para o Siemens PG685.

Acredita-se que as várias versões do Personal CP/M-86 foram baseadas num produto jamais lançado conhecido por CP/M-86 Plus; todas as versões conhecidas do Personal CP/M-86 contém esta string identificadora.